# Daniël Wayenberg
Daniël Ernest Joseph Carol (Daan) Wayenberg (Parijs, 11 oktober 1929 – aldaar, 17 september 2019) was een Nederlands pianist en componist. Hij wordt beschouwd als een van de grootste Nederlandse pianisten.

## Familie
Wayenberg werd in Parijs geboren. Hij was enig kind van Marguérite Berson en Jaap Wayenberg die elkaar in Nederlands-Indië hadden leren kennen. Moeder Marguérite Berson, volgens het Haags Gemeentearchief geboren op 4 april 1899 in Sint-Petersburg en van Joodse komaf, kreeg les van Leopold Auer aan het Conservatorium van Sint-Petersburg; overlijdensdatum en plaats onbekend, vermoedelijk Frankrijk in de jaren negentig. Vader Jacob Theodorus Eduard Ernst Waijenberg (Arnhem, 2 april 1896 – Frankrijk, 11 mei 1986) was nadat hij voor het Bataviaasch Dagblad had geschreven voornamelijk sportjournalist voor het Algemeen Nederlands Persbureau (ANP), waarvan hij tussen 1956 en 1961 chef sportredactie was. Hij deed er verslag van de Ronde van Frankrijk, de Olympische Zomerspelen en zijn vakgebied boksen.  Enkele weken na de geboorte van Daniël verhuisde het gezin naar Den Haag. 

## Loopbaan
Wayenberg kwam al jong in aanraking met muziek. Zijn moeder ontdekte dat hij een absoluut gehoor had en besloot hem muziekles te geven. Zij wilde hem viool leren spelen, maar Wayenberg gaf de voorkeur aan piano. Hij ging niet naar school: hij kreeg thuis les om zijn pianotalent kans te geven. Eerst kreeg hij les van zijn moeder, daarna van Willy Verhaar-Smidts en weer later van haar echtgenoot Ary Verhaar, Nederlands componist, muziekleraar en pianist in Den Haag. Na de Tweede Wereldoorlog verhuisde hij naar familie in Parijs om zijn studie te voltooien bij Marguerite Long (1874-1966). Sindsdien is hij in Parijs blijven wonen, maar hij had ook een eigen etage bij een familielid in huis aan de Middellandse Zee.
In Parijs behaalde hij in 1949 de eerste prijs op het internationale Long-Thibaud concours. In datzelfde jaar kwam de loopbaan van dan nog Dani Wayenberg geheten, bijna tot stilstand. Bij zijn eerste vlucht ooit verloor het vliegtuig naar Tunis waarin hij zat onderweg enkele onderdelen. Een noodlanding nabij Lyon was noodzakelijk; het vliegtuig kwam bij de landing naast de baan terecht, ging over de kop en vloog in brand. Wayenberg kon zich amper redden. 
Na zijn Amerikaanse debuut in 1953, in de Carnegie Hall in New York, met de New York Philharmonic onder leiding van Dimitri Mitropoulos, maakte Wayenberg verschillende uitgebreide tournees door de Verenigde Staten en Canada. Ook in de Sovjet-Unie, Tsjecho-Slowakije, Scandinavië en Griekenland maakte hij tournees. In 1954 debuteerde hij in het Concertgebouw. Wayenberg werkte samen met Karl Böhm, Bernard Haitink, Eugen Jochum, Kirill Kondrasjin, Rafael Kubelik en Igor Markevitsj. Hij zou tussen 1954 en 1979 52 concerten verzorgen met het Concertgebouworkest.
In 1962 werd hij onderscheiden in de Orde van Oranje-Nassau voor zijn verdiensten voor Nederland in het buitenland en in 1967 kreeg hij in Frankrijk de onderscheiding Chevalier des Arts et des Lettres.
In Nederland kreeg hij na 1975 ook bekendheid door zijn jazzconcerten met Louis van Dijk, soms als duo, soms in groter verband met Tonny Eyk, Pim Jacobs en Pieter van Vollenhoven.
In 1985 werd hij benoemd tot docent piano aan het Rotterdams Conservatorium. Hij bleef er werkzaam tot aan zijn pensioen in 1994. Bij zijn afscheid ontving hij uit handen van burgemeester Bram Peper de Erasmusspeld.
Behalve klassieke muziek en jazz speelde hij ook veel eigentijdse Franse muziek. Wayenberg componeerde kamermuziek, pianoconcerten, het ballet Solstice en de beroemde symfonie Capella. Na de herontdekking van de luthéal schreef hij de compositie "Cadens, Serenade en Toccata" voor dit instrument.
Van 2012 tot 2018 trad Wayenberg vaak samen op met de jonge pianist Martin Oei. In verband met een verslechterde gezondheid verbleef hij vanaf 2018 in een verzorgingshuis in de omgeving van Parijs. In 2019 overleed hij aan darmkanker.  

## Privé
Hij bleef ongehuwd en was naar eigen zeggen verslaafd aan het spelen van computerspelletjes. Ook was hij een groot liefhebber van het spelen op flipperkasten. Hij had ook een passie voor modeltreinen.

## Wetenswaardigheden
- Zijn favoriete componist was Richard Wagner

## Composities

### Werken voor orkest
- 1972-1973: Symphonie Capella, voor orkest
  1. Capella
  2. Capella II
- 1974: Concerto voor drie piano's en orkest

### Muziektheater
| Voltooid in | Titel    | Akten | Première                                 | Libretto | Choreografie   |
| ----------- | -------- | ----- | ---------------------------------------- | -------- | -------------- |
| 1955        | Solstice |       | 1955, Parijs, Théâtre des Champs Élysées |          | Pierre Lacotte |

### Kamermuziek
- 1958: Concerto voor vijf blazers (fluit, hobo, klarinet, fagot en hoorn) en piano
- 1966: Sonate, voor viool en piano